# Apamea tychoona
Apamea tychoona är en fjärilsart som beskrevs av John Henry Leech 1889. Apamea tychoona ingår i släktet Apamea och familjen nattflyn. Inga underarter finns listade i Catalogue of Life.